# 笹目南町
笹目南町（ささめみなみちょう）は、埼玉県戸田市の町名。現行行政地名は笹目南町のみ。丁番を持たない単独町名である。住居表示実施済み。郵便番号は335-0035（蕨郵便局管区）。

## 地理
戸田市の南部に位置する。地区内に鉄道は通っていないが、JR埼京線戸田駅が最寄り駅となっている。地区南部は首都高速埼玉大宮線や新大宮バイパスに隣接していることから工場や倉庫が多く立地していたが、移転に伴い宅地開発が盛んである。笹目川沿いには遊歩道が整備されている。

### 河川
- 笹目川
- 荒川左岸排水路

## 歴史

### 沿革
- 1966年（昭和41年）10月1日 - 戸田町が市制施行により、戸田市となる。
- 1976年（昭和51年）4月1日 - 戸田市大字下笹目（現在大部分が笹目）と大字新曽の各一部から笹目南町が成立[4]。

## 世帯数と人口
2017年（平成29年）10月1日現在の世帯数と人口は以下の通りである。
| 町丁     | 世帯数    | 人口    |
| -------- | --------- | ------- |
| 笹目南町 | 1,268世帯 | 2,975人 |

## 小・中学校の学区
市立小・中学校に通う場合、学区は以下の通りとなる。
| 番地 | 小学校               | 中学校             |
| ---- | -------------------- | ------------------ |
| 全域 | 戸田市立笹目東小学校 | 戸田市立笹目中学校 |

## 交通
- 首都高速埼玉大宮線
- 国道17号新大宮バイパス
- 東京都道・埼玉県道68号練馬川口線（オリンピック通り）
- 中央通り

## 施設
- 公平病院
- 笹目南町会館
- まきば幼稚園
- 笹目南公園
- さくら公園